# آب‌انبار قلعه (جنگل)
آب‌انبار قلعه یا آب‌انبار جنگل؛ نام آب‌انباری تاریخی مربوط به اواخر دورهٔ قاجار است و در شهرستان رشتخوار، شهر جنگل، میدان جهاد، خیابان کشاورز واقع شده و این اثر در تاریخ ۱۶ اسفند ۱۳۸۴ با شمارهٔ ثبت ۱۴۳۲۸ به‌عنوان یکی از آثار ملی ایران به ثبت رسیده‌است.